# Oratori di Sant'Agostino (Perugia)

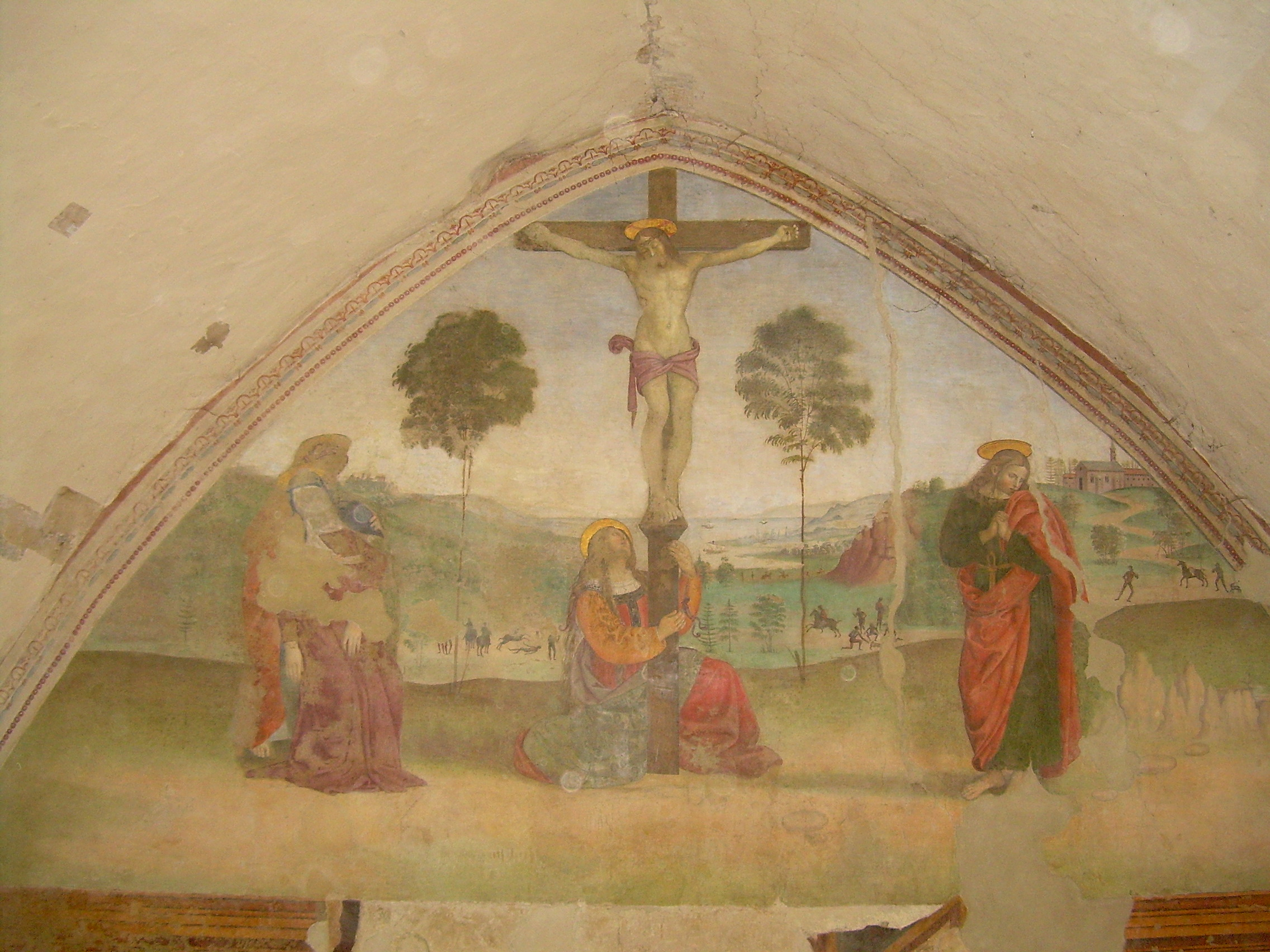
Affresco di Scuola peruginesca XVI - Crocifissione - Oratorio inferiore S.Agostino

Gli Oratori sovrapposti di Sant' Agostino di Perugia sorgono in piazza Lupattelli, alla destra della chiesa intitolata al medesimo santo.

## Storia
Appartennero dal 1405 alla Confraternita di Sant'Agostino, una delle tre confraternite perugine: San Francesco, Sant'Agostino e San Domenico, associazioni di laici che svolgevano attività caritativa e di solidarietà, tra cui la gestione di ospedali, nel 1472 le tre confraternite si unirono e nel 1890 si trasformarono in Pio Sodalizio Braccio Fortebracci, attuale titolare dei due splendidi oratori rimasti: Oratorio della Confraternita dei Disciplinati di San Francesco e l’Oratorio della Confraternita disciplinata di Sant'Agostino.
Anche l'ospedale confluì nel 1737 negli ospedali riuniti di Santa Maria della Misericordia. 

## Descrizione

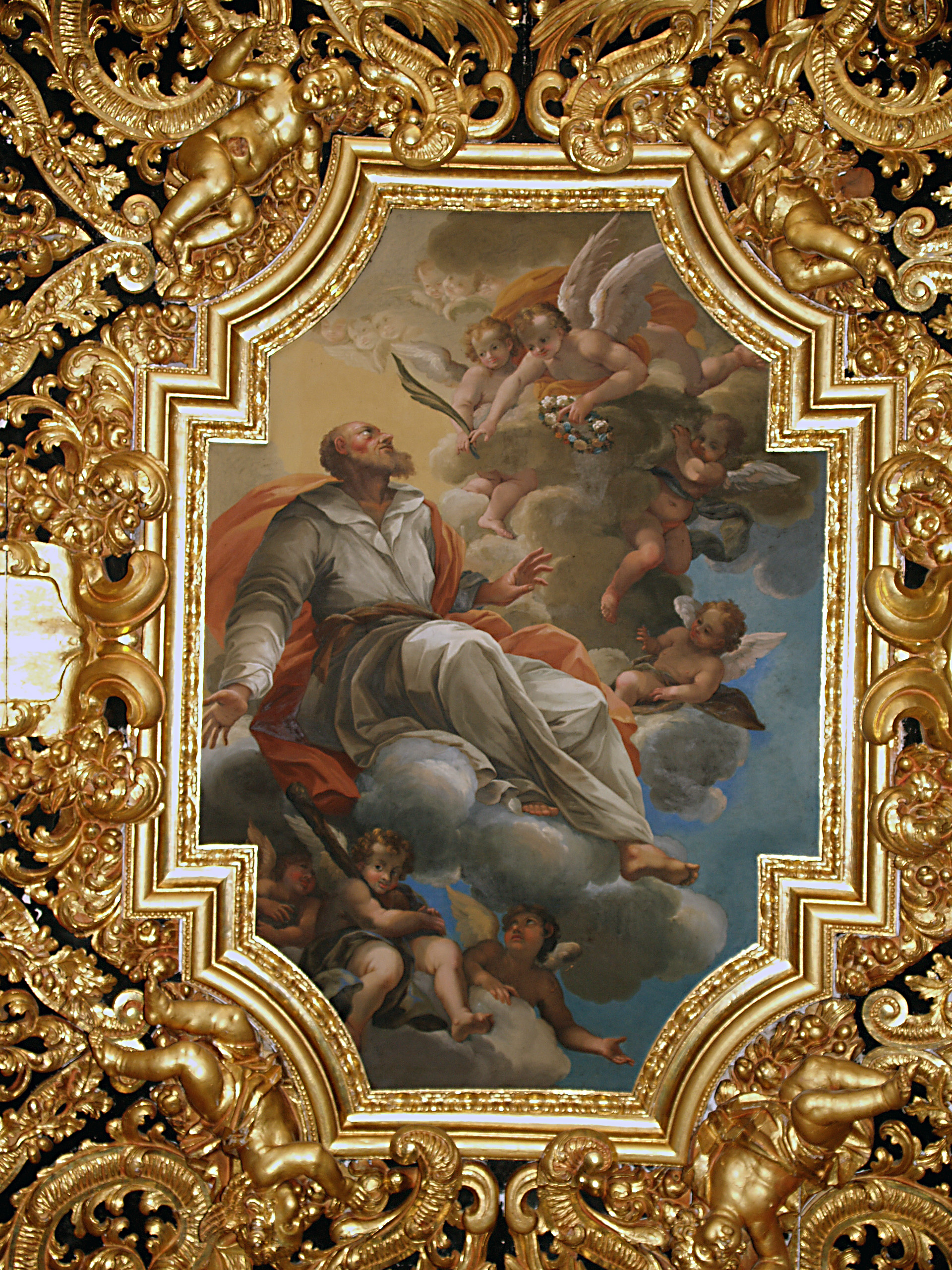
Volta Oratorio di Sant'Agostino affresco Mattia Batini (700) Intagli in legno dorato dei francesi Carlo d'Amuelle e Monsù Filippo (1618-1630)

Il complesso si compone di due oratori sovrapposti a pianta rettangolare, il primo superiore, più recente e il sottostante più antico. L'oratorio inferiore fu sede dell'antica confraternita, si presenta nella semplicità della sua architettura, perché non ha subito il rinnovamento dei secoli XVI e XVII. È un'unica aula rettangolare con le volte a crociera costolonate. Alle pareti tracce di affreschi trecenteschi di notevole qualità pittorica, tra le quali la crocefissione attribuita al Maestro di Paciano. Nella parete di fondo è un’altra Crocifissione in affresco degli inizi del XVI di scuola peruginesca.
Quello superiore fu edificato e decorato nel XIV secolo e rinnovato nei secoli XVl e XVII. Dopo un primo ambiente con affreschi di Francesco Appiani (1762), si accede all'oratorio arricchito dalle magnifiche decorazioni del primo Seicento perugino. Le pareti sono coperte di tele che raccontano le storie della vita di Gesù e storie della vita di Filippo e Giacomo, per la maggior parte eseguite da Giulio Cesare Angeli tra 1618 e 1630, tranne le ultime tre a destra di Bernardino Gagliardi (1656). Il ciclo pittorico manierista si mostra rispondente ai tre dettami del Concilio di Trento: "primo che l’opera rispondesse a Vaghezza unita a magnificenza, secondo che apporti devozione e pietà, il terzo che rispondesse a durabilità con spesa convenevole". 
Nella parete di fondo si erge l'altare dell'artista Marco Pace, databile al 1586, sul quale si trova la tavola dipinta da Raffaellino dal Colle nel 1563 e rappresentante la Vergine in gloria fra Santi.
Il soffitto ligneo (1698), intagliato e dorato dai Francesi Carlo D’Amuele e Monsù Filippo, ingloba gli affreschi settecenteschi di Mattia Batini. Completano la sala i seggi lignei incominciati nel XVI sec. da Marco Pace.
Nella sacrestia si ammirano decorazioni prospettiche di Pietro Carattoli (1762) e i dipinti di Francesco Appiani raffiguranti storie di sant'Agostino. All'altare è uno Stendardo processionale di Giovanni Antonio Scaramuccia (1625) con La Vergine e Santi Agostino, Francesco e Domenico.

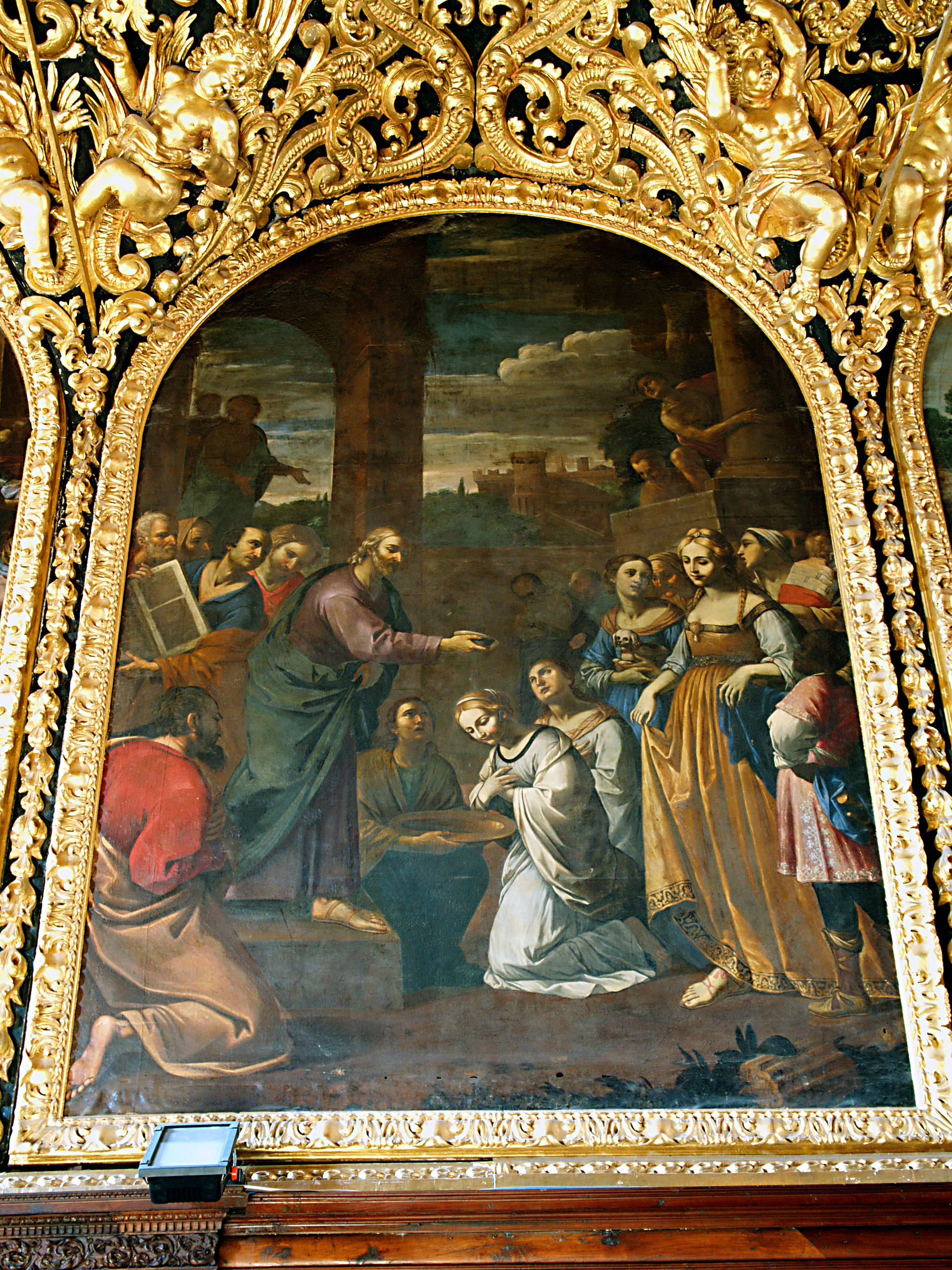
Giulio Cesari Angeli (XVII secolo), Storie di Gesù (protobarocco perugino)
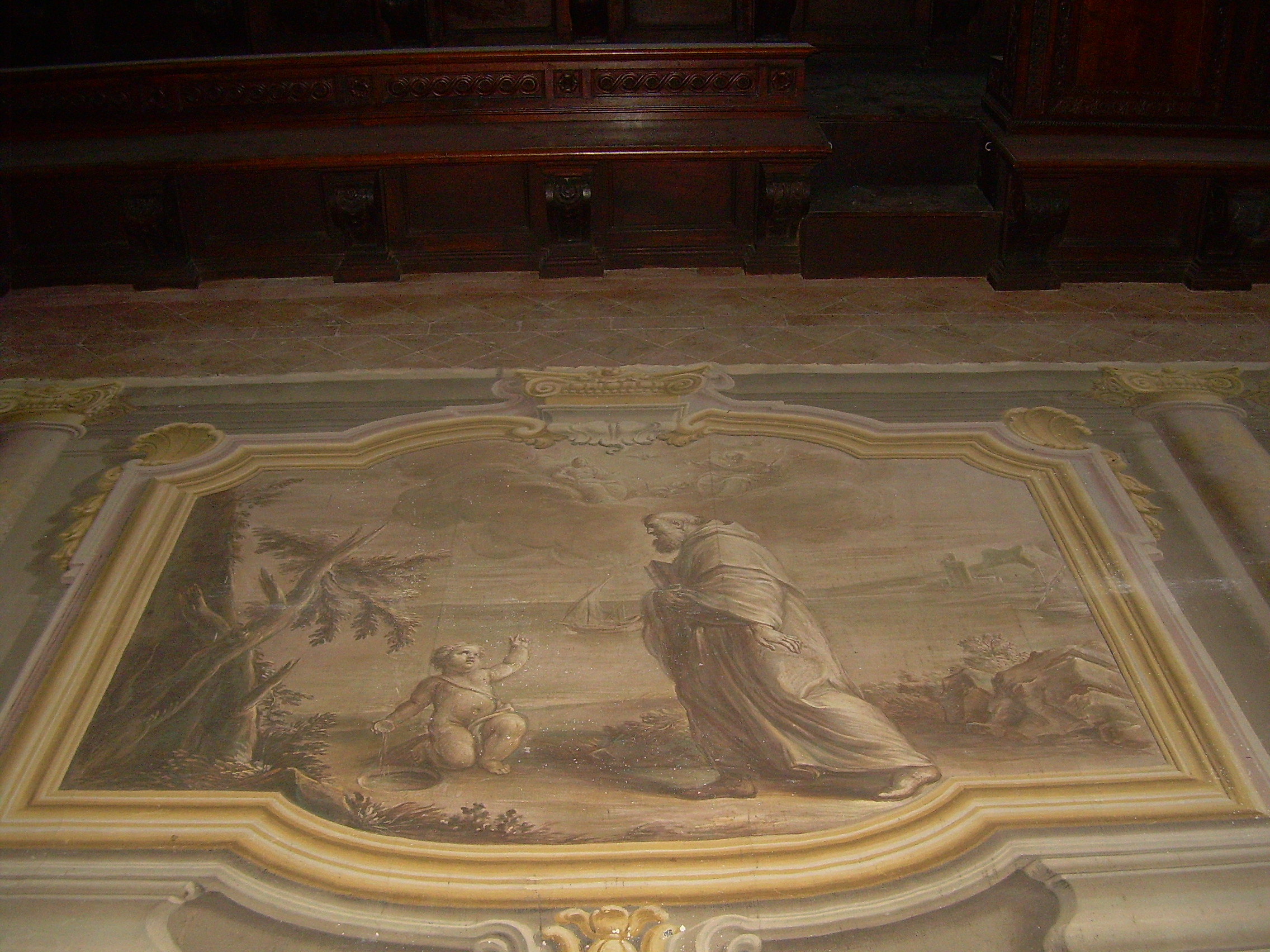
Sant'Agostino e il Bambino di Francesco Appiani (XVIII secolo) nella sacrestia